# Ara (rod)
Ara (Ara) je rod papoušků čítající osm žijících a minimálně jeden vyhynulý druh. Název tohoto rodu vytvořil francouzský přírodovědec Bernard Germain de Lacépède v roce 1799.

## Charakteristika
Arové jsou velcí papoušci s dlouhými ocasy, dlouhými úzkými křídly a jasně zbarveným opeřením obývající zejména tropické deštné lesy na území Střední a Jižní Ameriky. Společným znakem všech zástupců tohoto rodu je také neopeřené místo kůže kolem očí. Většina arů je velmi populárních jako domácí mazlíčci a populace řady z nich je právě díky nelegálnímu odchytu ptáků z volné přírodě značně ohrožována. Podobně jako většina ostatních papoušků se živí zejména různými semeny a plody a hnízdí ve stromových dutinách.

## Vzhled

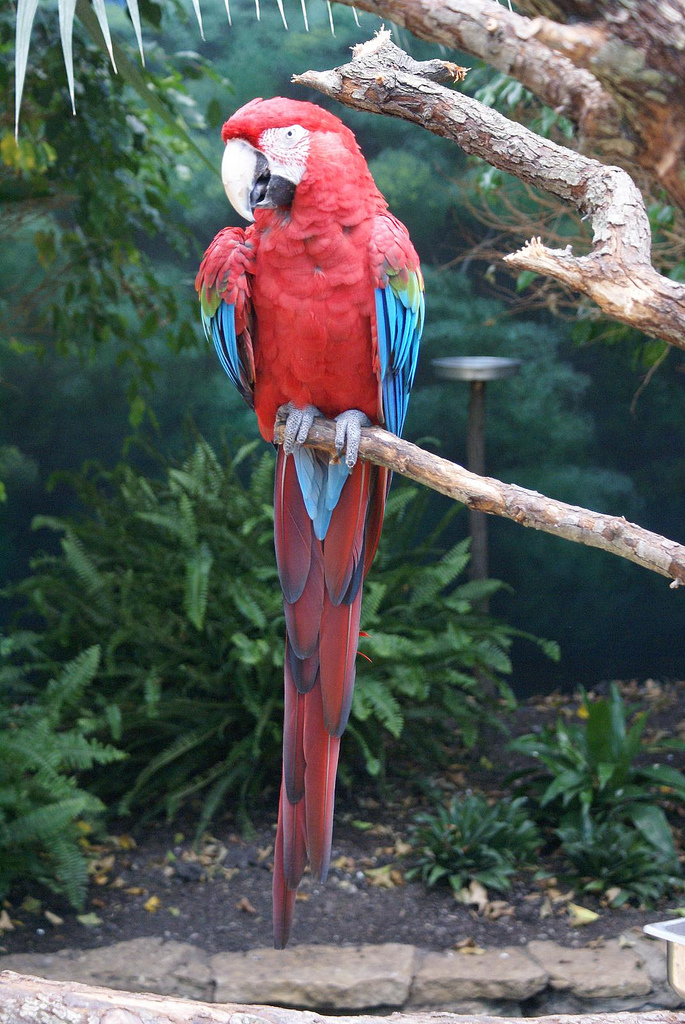
Ara zelenokřídlý (Ara chloropterus)

Arové jsou velcí papoušci, kteří mají délku v rozmezí od 46–90 cm a jejich hmotnost je od 285 do 1708 gramů. Nejmenší druh z rodu arů je ara malý (Ara severus), naopak největší je ara zelenokřídlý (Ara chloropterus). Křídla arů jsou dlouhá a úzká, typická pro druhy papoušků, kteří cestují na velké vzdálenosti. Mají masivní směrem dolů zakřivený zobák a neopeřené světlé místo kolem očí. U většiny druhů je zobák celočerný, ale některé výjimky mohou mít jinak zbarvený horní a jinak dolní zobák.
Barvy peří arů jsou pestré a liší se u každého druhu. Arové jsou pestře a různorodě zbarvení, s dlouhými ocasními pery. Čtyři druhy jsou převážně zelené, dva druhy jsou většinou modré a žluté, a tři druhy (včetně jednoho zaniklého) většinou červené. Co se barvy peří týče, pak zde není žádný pohlavní dimorfismus, tedy žádné rozdíly mezi pohlavími.

## Výskyt

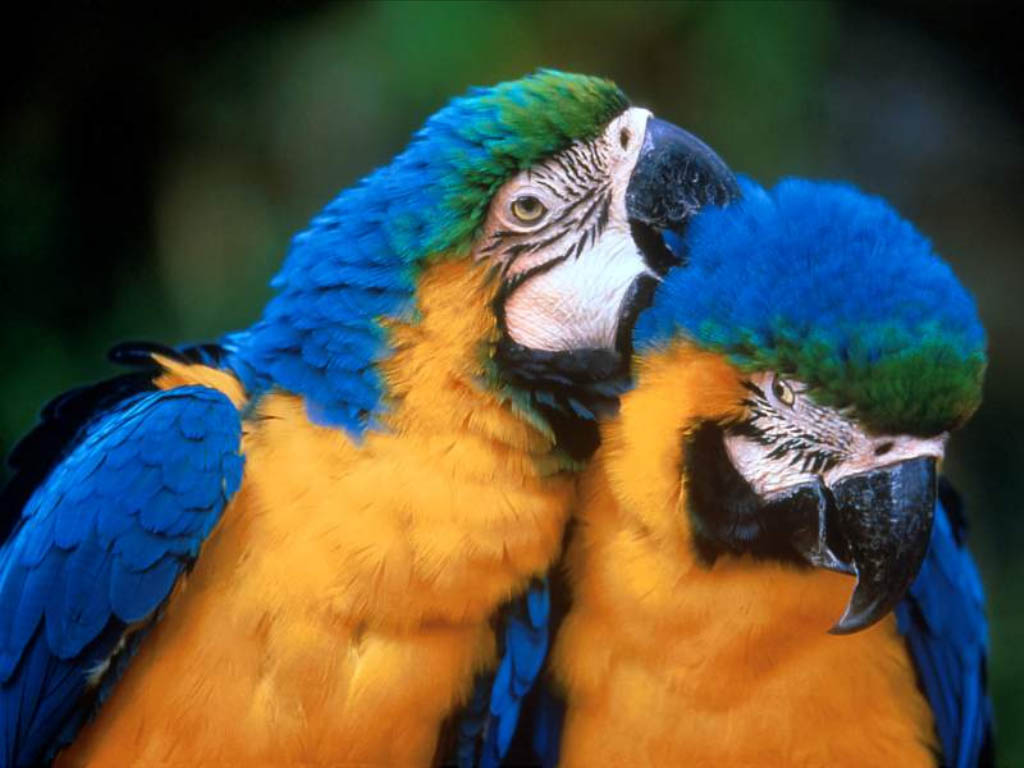
Ara ararauna (Ara ararauna)

Arové se vyskytují v oblastech od Mexika až po Argentinu. Avšak nejhojnější jsou v amazonském pralese, Panamě a na kolumbijské hraniční oblasti. Sedm druhů se pravidelně nachází i v Bolívii. Asi nejrozšířenějším (avšak ne nejpočetnějším) druhem je ara arakanga (Ara macao). Na druhé straně, nejméně rozšířený druh je ara kaninda (Ara glaucogularis) a ara červenouchý (Ara rubrogenys). Celkový rozsah a populace mnoha druhů klesla v důsledku lidské činnosti, především pak kvůli lovu na ary a ničení přirozeného prostředí pro tyto papoušky.
Tito papoušci jsou poměrně adaptabilní, nicméně, na své stanoviště mají neměnné nároky; třeba to, že preferují vlhko před suchem. Jejich přirozené stanoviště by ale mělo mít i dostatek vysokých stromů s plody, kterými se ary živí. V zajetí to samozřejmě není nutností, pokud jim chovatel sám dodává dostatek potravy.
V rámci jejich dosahu mohou cestovat poměrně daleko při hledání potravy. Nepodnikají ale rozsáhlé migrace.

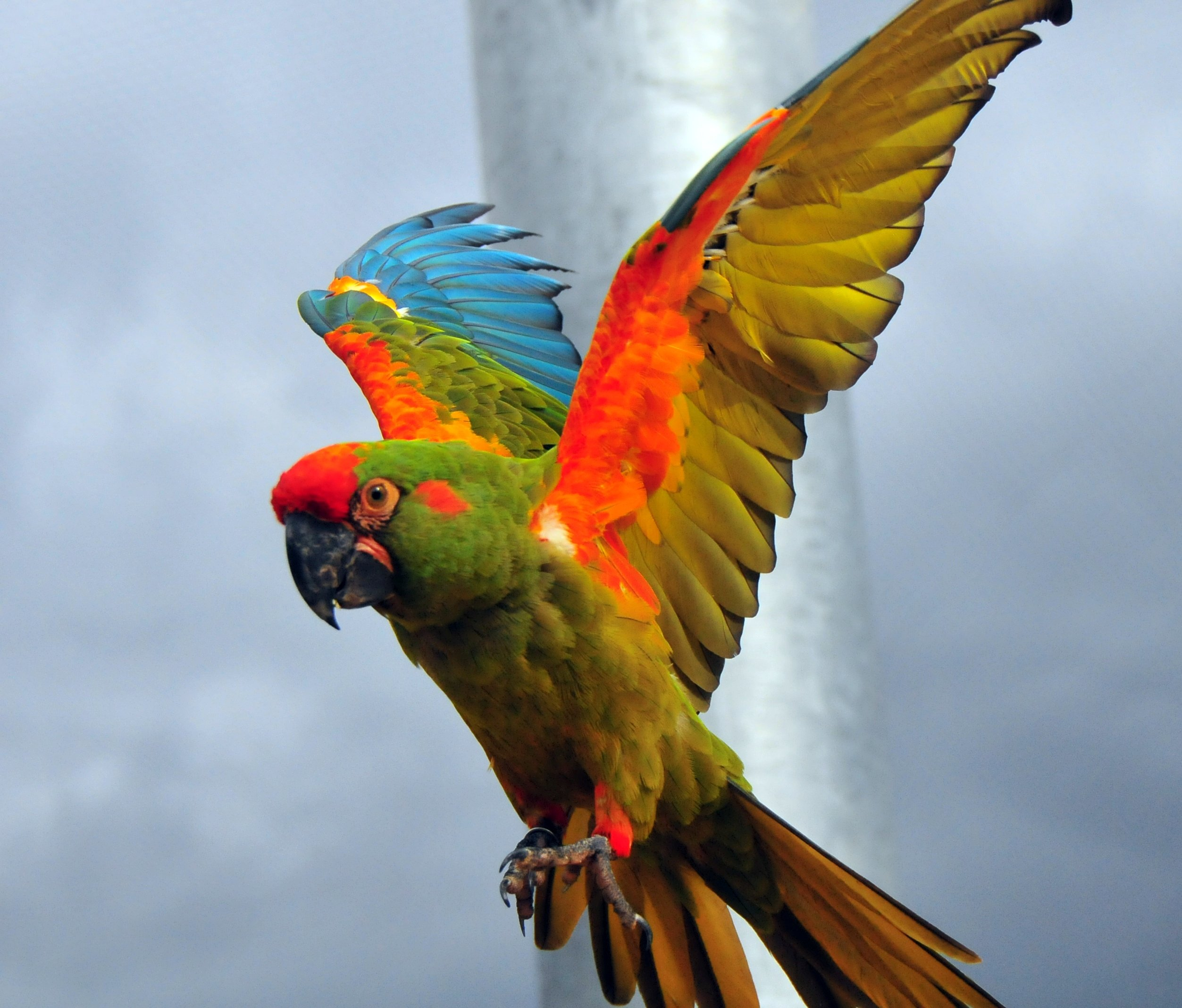
Ara červenouchý (Ara rubrogenys)

## Krmení a strava
Podobně jako většina papoušků, i ary se živí semeny a plody. Konkrétní druh stravy se liší dle toho, kde daný jedinec žije. Na rozdíl od mnoha jiných ptáků, arové se semena nesnaží spolknout vcelku ani je nerozbíjejí o zem, ale svým silným zobákem dokáží rozlousknout i velmi tvrdé skořápky. Ani jedovaté plody nedělají arům problém, toxické sloučeniny jsou absorbovány minerály ze střev, přesto je pravdou, že ary si vybírají jedlé plody. Při rozsáhlých pozorováních a výzkumech se přišlo na to, že ve většině případů nalezneme ve společnosti těchto ptáků i opice z rodu Chiropotes (chvostani), je tedy možné, že právě tyto opice se řídí pravidlem, že co sní ara, mohou i ony.

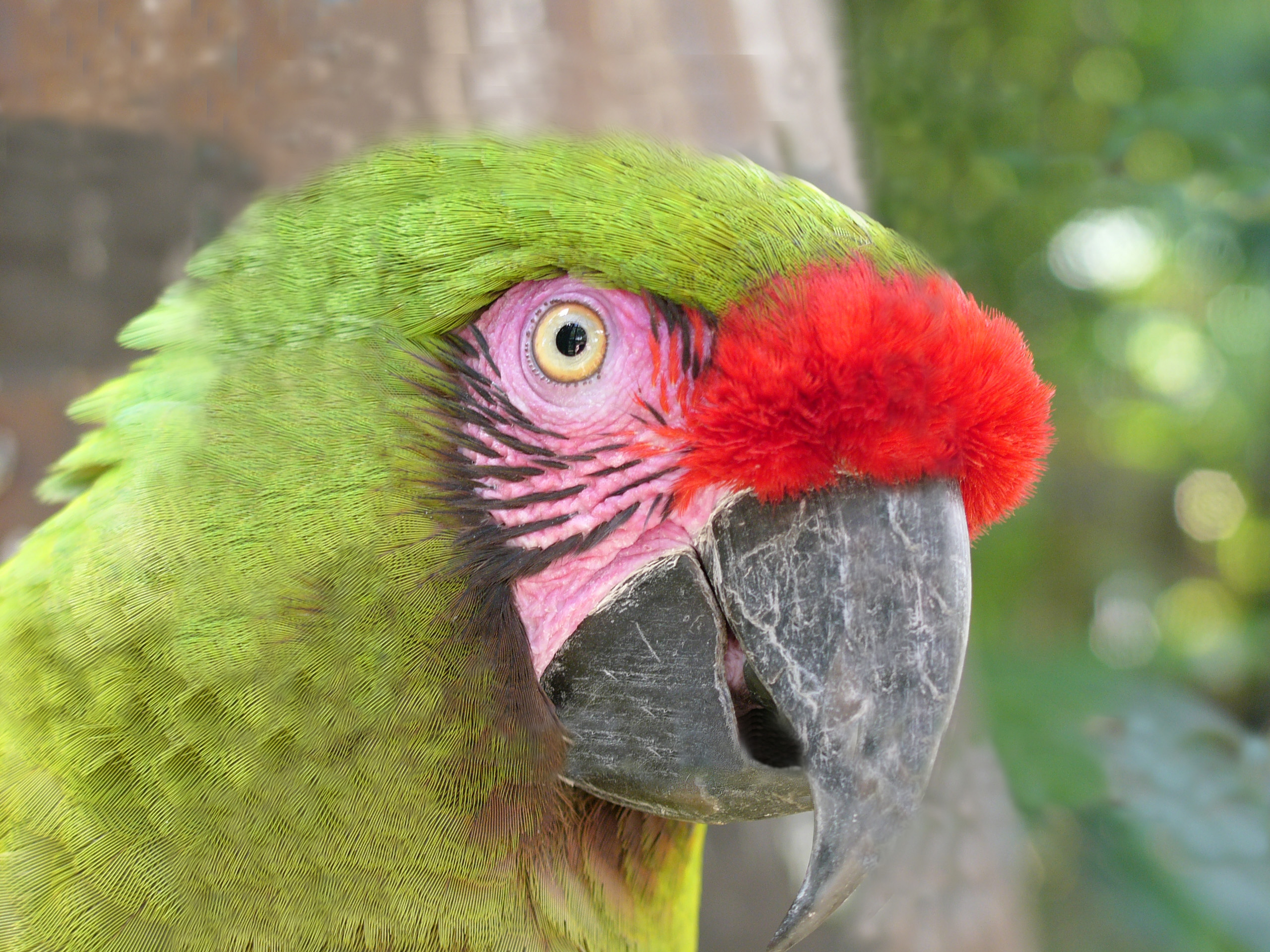
Ara zelený (Ara ambigua)

## Druhy

### Recentní druhy
- ara ararauna (Ara ararauna) (Linnaeus, 1758)
- ara arakanga (Ara macao) (Linnaeus, 1758)
- ara červenouchý (Ara rubrogenys) Lafresnaye, 1847
- ara kaninda (Ara glaucogularis) Dabbene, 1921
- ara malý (Ara severus) (Linnaeus, 1758)
- ara vojenský (Ara militaris) (Linnaeus, 1766)
- ara zelenokřídlý (Ara chloropterus) Gray, 1859
- ara zelený (Ara ambiguus) (Bechstein, 1811)

### Vyhynulé druhy
- † ara guadeloupský (Ara guadeloupensis) Clark, 1905
- † ara kubánský (Ara tricolor) Bechstein, 1811
- † ara panenský (Ara autocthones) Wetmore, 1937

### Vyhynulé druhy s nejasným postavením
U následujících druhů jsou kvůli nedostatku materiálu taxomická definice a zařazení nejisté. Tito ptáci nemusí patřit do rodu Ara, případně se může jednat o jedince jiného druhu dopravené na místo pozorování (ostrov) člověkem a zdivočelé.
- † ara červenohlavý (Ara erythrocephalus) Gosse, 1847
- † ara dominikánský (Ara atwoodi) Clark, 1908
- † ara martinický (Ara martinicus) (Rothschild, 1905)
- † ara žlutočelý (Ara gossei) Rothschild, 1905